# Họ Khúc (lịch sử Việt Nam)
Họ Khúc là dòng họ nắm quyền cai trị Việt Nam đầu thế kỷ X, mở đầu Thời kỳ tự chủ Việt Nam sau hơn 1000 năm Bắc thuộc. Họ Khúc truyền nối làm chức Tiết độ sứ gồm 3 đời: Khúc Thừa Dụ, Khúc Hạo, Khúc Thừa Mỹ, cai trị từ năm 905 tới năm 923 hoặc 930.

## Nắm lấy vận hội
Cuối thế kỷ IX, chính quyền trung ương nhà Đường suy yếu nghiêm trọng. Nạn cát cứ của quân phiệt địa phương ngày càng ác liệt, khởi nghĩa Hoàng Sào (874-884) làm triều đình nhà Đường càng thêm suy yếu.
Đầu thế kỷ X, nhà Đường rơi vào tay quyền thần Chu Ôn, các thế lực cát cứ nổi lên đánh giết lẫn nhau, tạo ra thế chia cắt 5 đời 10 nước (Ngũ đại Thập quốc). Năm 905, ở Tĩnh Hải quân (tên gọi Việt Nam lúc đó), Tiết độ sứ Độc Cô Tổn mới sang đã rất độc ác mất lòng người, bị gọi là "Ngục Thượng thư" (thượng thư ác). Tổn lại không cùng phe với Chu Ôn nên chỉ vài tháng lại bị Chu Ôn dời tiếp ra đảo Hải Nam và giết. Tĩnh Hải quân do đó không có người cai quản.
Khúc Thừa Dụ, khi đó là Hào trưởng Chu Diên, được dân chúng ủng hộ, đã tiến ra chiếm đóng phủ thành Đại La (Tống Bình cũ - Hà Nội), tự xưng là Tiết độ sứ.
Việt sử thông giám cương mục (Tiền biên, quyển 5) viết: "Họ Khúc là một họ lớn lâu đời ở Hồng Châu. Khúc Thừa Dụ tính khoan hòa, hay thương người, được dân chúng suy tôn. Gặp thời buổi loạn lạc, nhân danh là hào trưởng một xứ, Thừa Dụ tự xưng là Tiết độ sứ..."
Sau khi đã nắm được quyền lực thực tế trên đất Tĩnh Hải quân, ông đã cho xây dựng chính quyền dựa trên danh xưng của chính quyền đô hộ nhà Đường, nhưng thực chất là một chính quyền độc lập và do người Việt quản lý. Ông khéo léo dùng danh nghĩa "xin mệnh nhà Đường" buộc triều đình nhà Đường phải công nhận chính quyền của ông. Ngày 7 tháng 2 năm 906, vua Đường phong thêm cho Tĩnh Hải quân Tiết độ sứ Khúc Thừa Dụ tước "Đồng bình chương sự". Sau đó, Khúc Thừa Dụ tự lấy quyền mình, phong cho con là Khúc Hạo chức vụ "Tĩnh Hải hành quân tư mã quyền tri lưu hậu", tức là chức vụ chỉ huy quân đội và sẽ kế vị quyền Tiết độ sứ.

## Thời điểm bắt đầu
Sách Việt Sử tiêu án tính thời gian cai trị của họ Khúc từ năm 880 khi Tiết độ sứ Tăng Cổn bỏ thành Đại La. Cách tính như vậy chưa chính xác vì sau Tăng Cổn còn một số Tiết độ sứ nữa ở phương bắc như Chu Toàn Dục, Độc Cô Tổn sang cầm quyền. Tuy nhiên, cũng có thể vì một nguyên nhân khác, như tác giả Lê Văn Siêu đề cập trong sách "Việt Nam văn minh sử", Khúc Thừa Dụ có một quan hệ gần gũi nào đó với các quan cai trị người phương Bắc từ nhiều năm trước, thậm chí là quan hệ "thông gia", nên ông đã sớm được đi lại và tiếp cận với công việc cai trị tại Đại La ở mức độ nhất định. Dù rằng ngôi Tiết độ sứ của Độc Cô Tổn để lại còn trống nhưng việc làm của ông cũng không vấp phải sự phản kháng nào đáng kể của các liêu thuộc người phương Bắc ở lại Đại La khi đó. Sự kiện ông làm chủ Đại La được sử sách mô tả giản lược nhưng tựu trung khá "hòa bình" và "êm thấm", không đánh dấu bằng một trận đánh nào đáng kể gây chết chóc thương vong nhiều về người hay "lửa cháy nhà đổ". Có thể nhìn nhận trong bộ máy cai trị của Trung Quốc tại Đại La khi đó có sự tham gia nhất định của người Việt bản xứ nên Khúc Thừa Dụ không gặp phải trở ngại lớn khi vào "tiếp quản tạm" thủ phủ này.
Một số bộ sử như Việt Sử lược, Đại Việt Sử ký Toàn thư chỉ nhắc tới Khúc Hạo và Khúc Thừa Mỹ mà không nhắc tới Khúc Thừa Dụ. Có thể việc tiến vào nắm quyền ở Đại La do con ông là Khúc Hạo thực hiện nhân danh Khúc Thừa Dụ vì lúc đó ông đã quá già yếu, chỉ làm việc "chỉ đạo" phương sách.

## Cải cách hành chính
Ngày 23 tháng 7 năm 907, Khúc Thừa Dụ mất, Khúc Hạo lên kế vị và phong cho con là Khúc Thừa Mỹ làm "Tĩnh Hải hành quân tư mã quyền tri lưu hậu" để kế vị. Nhà Hậu Lương lên thay nhà Đường công nhận ông làm "An Nam đô hộ, sung Tiết độ sứ". Khúc Hạo là nhà cai trị ôn hoà nhưng rất vững vàng.
Khúc Hạo đã tiến hành cải cách quan trọng về các mặt. Đường lối chính trị của ông được sử sách tóm lược ngắn gọn song rất rõ ràng: "Chính sự cốt chuộng khoan dung, giản dị, nhân dân đều được yên vui". Khúc Hạo sửa lại chế độ điền tô, thuế má lực dịch nặng nề của thời thuộc Đường. Ông ra lệnh "bình quân thuế ruộng, tha bỏ lực dịch, lập sổ hộ khẩu, kê rõ quê quán, giao cho giáp trưởng (quản giáp) trông coi".
Khúc Hạo đã có những cố gắng đầu tiên nhằm xây dựng chính quyền độc lập, thống nhất từ trung ương đến xã. Ông chia cả nước thành những đơn vị hành chính các cấp: lộ, phủ, châu, giáp, xã. Mỗi xã đặt ra xã quan, một người chánh lệnh trưởng và một người tá lệnh trưởng. Một số xã ở gần nhau thời thuộc Đường gọi là hương nay đổi là giáp, mỗi giáp có một quản giáp và một phó tri giáp để trông nom việc kê hộ khẩu, nhân khẩu và việc thu thuế. Theo sách "An Nam chí nguyên", Khúc Hạo đặt thêm 150 giáp, cộng với những giáp trước đây nhà Đường đặt, cả thảy toàn bộ Tĩnh Hải quân có 314 giáp.

## Thân xa bỏ gần
Nhà Hậu Lương, trước đây vì mới cướp ngôi nhà Đường, phương Bắc nhiều biến cố nên thừa nhận Khúc Hạo làm Tiết độ sứ Tĩnh Hải quân năm 907. Nhưng qua năm sau, vua Hậu Lương là Chu Ôn lại phong cho Tiết độ phó sứ ở Quảng Châu là Lưu Ẩn kiêm chức "Tĩnh Hải quân tiết độ, An Nam đô hộ". Điều đó có nghĩa là người Trung Quốc vẫn muốn chiếm lại Việt Nam. Sự cai trị vững vàng của Khúc Hạo khiến họ Lưu không dám nhòm ngó tới phương nam.
Khi Quảng Châu mạnh lên, tháng 9 năm 917, em Lưu Ẩn là Lưu Nghiễm (lên thay từ năm 911) bèn xưng đế, lập ra nước Nam Hán, một trong mười nước thời Ngũ đại Thập quốc. Nhận thấy nguy cơ từ phía họ Lưu, Khúc Hạo sai con là Khúc Thừa Mỹ làm "khuyến hiếu sứ" sang Quảng Châu, bề ngoài là để ‘‘kết mối hòa hiếu’’, song bề trong cốt là xem xét tình hình hư thực của địch.
Cuối năm 917 khi Khúc Thừa Mỹ trở về thì Khúc Hạo mất. Khúc Thừa Mỹ lên thay cha làm Tiết độ sứ Tĩnh Hải quân. Ông không tiếp tục chính sách "khoan thứ sức dân" mà Khúc Hạo đã áp dụng. Nhân dân tại Tĩnh Hải quân phải lao dịch nặng nề, do đó sự ủng hộ với họ Khúc không còn được như trước.
Về mặt đối ngoại, Khúc Thừa Mỹ chủ trương kết thân với nhà Hậu Lương ở Trung nguyên mà gây hấn với nước Nam Hán liền kề. Năm 919, ông sai sứ sang Biện Kinh xin tiết việt của nhà Hậu Lương. Vua Lương là Mạt đế Chu Hữu Trinh bấy giờ bận đối phó với các nước lớn ở Trung nguyên nên ban tiết việt cho Khúc Thừa Mỹ và phong ông làm Tiết độ sứ Giao châu.
Được sự hậu thuẫn của Hậu Lương, Thừa Mỹ chủ quan cho rằng uy thế của nhà Lương rộng lớn ở Trung nguyên có thể kìm chế được Nam Hán nhỏ hơn ở Quảng Châu. Ông công khai gọi nước Nam Hán là "ngụy đình" (triều đình tiếm ngôi, không chính thống). Chính sách đối ngoại đó của Khúc Thừa Mỹ khiến vua Nam Hán tức giận và quyết định sai Lý Khắc Chính cầm quân sang đánh chiếm Tĩnh Hải quân.

Sách Tân Ngũ Đại sử, phần Nam Hán thế gia ghi:
Đại Hữu năm thứ ba (930), [Lưu Nghiễm] sai tướng Lý Thủ Dung và Lương Khắc Trinh đánh Giao Chỉ, bắt được Khúc Thừa Mỹ... Thừa Mỹ là con của Khúc Hạo. Lương Khắc Trinh lại đánh Chiêm Thành, cướp lấy đồ quý mang về.
Do mất sự ủng hộ của nhân dân trong nước, nhà Hậu Lương thừa nhận ông cũng sắp bị diệt vong lại ở quá xa càng không thể hỗ trợ được gì, Khúc Thừa Mỹ đơn độc và bị thua trận. Ông bị quân Nam Hán bắt đưa về Phiên Ngung. Vua Hán cử Lý Tiến làm Thứ sử Giao châu.

## Thời điểm kết thúc
Sử sách chép không thống nhất về thời gian Nam Hán xâm lược Tĩnh Hải quân. Hai sách cổ sử Việt Nam là Đại Việt Sử ký Toàn thư và Khâm định Việt sử Thông giám cương mục chép thời gian này là tháng 7 âm lịch năm 923, tức là 3 tháng trước khi nhà Hậu Lương mất. Sách Việt Nam sử lược cũng lấy năm 923.
Các sách sử Việt Nam hiện đại căn cứ vào các sách sử cổ của Trung Quốc như Tư trị Thông giám (ra đời thời nhà Tống) và Tân Ngũ Đại sử đều ghi năm 930. Hai cuốn sử cổ này của Trung Quốc đều ra đời trước các sách Đại Việt Sử ký Toàn thư và Khâm định Việt sử Thông giám cương mục của Việt Nam nên được các nhà sử học Việt Nam coi là nguồn thông tin đáng tin cậy hơn. Trong các sách sử cổ của Việt Nam có An Nam chí lược, Đại Việt sử lược và Việt sử tiêu án cũng chép gián tiếp năm 930 là năm họ Khúc mất (Việt sử Tiêu án tính họ Khúc từ năm 880 tới năm 930 là 51 năm). Các nhà sử học hiện nay khi chú giải sách Đại Việt Sử ký Toàn thư cũng đưa ra câu hỏi không rõ sách này và Khâm định Việt sử Thông giám cương mục căn cứ vào đâu để ghi Nam Hán bắt Khúc Thừa Mỹ vào năm 923.
Tính từ Khúc Thừa Dụ đến Khúc Thừa Mỹ, họ Khúc cầm quyền được 3 đời. Theo thuyết thứ nhất, họ Khúc cầm quyền 18 năm (905-923). Theo thuyết thứ hai, họ Khúc cầm quyền 25 năm (905-930).

## Nhận định
Dù không xưng hiệu, họ Khúc vẫn được đời sau tôn như những vị vua. Khúc Thừa Dụ được gọi là Tiên chủ, Khúc Hạo là Trung chủ và Khúc Thừa Mỹ là Hậu chủ. Trong 3 đời họ Khúc, Khúc Hạo là người được nhắc đến nhiều nhất do những đóng góp của ông đối với lịch sử Việt Nam lúc đó.
Nhà Đường thịnh trị, nắm quyền ở Trung Hoa, mở mang đất đai sang phía tây bao la, tứ phương đều có các An Tây, An Đông, An Bắc và An Nam đô hộ phủ. Những người Việt đứng lên trước đây như Mai Hắc Đế, Phùng Hưng, Dương Thanh... không thiếu hùng tâm nhưng gặp phải nhà Đường còn quá mạnh. Tới khi nhà Đường suy vong, vua yếu không còn thực quyền mà quyền thần chỉ lo cướp ngôi và đối phó với các phiên trấn, nước chia năm xẻ bảy, không còn đủ sức và tâm trí làm chiến tranh tổng lực với các "đô hộ phủ" thì thời cơ để thoát ra khỏi vòng tay lỏng lẻo đó cho người Việt đã tới. Khúc Thừa Dụ đã biết tận dụng đúng lúc thời cơ đó. Vì vậy, xét về mặt quân sự, thời cơ mà Khúc Thừa Dụ có được chẳng những thuận lợi hơn so với Mai Thúc Loan và Phùng Hưng mà ngược lên trên, so với Lý Nam Đế, Hai Bà Trưng, Bà Triệu cũng dễ thực hiện hơn. Do đó sử sách chỉ ghi ông chiếm lấy thủ phủ Đại La mà gần như không gây ra những cuộc đụng độ máu chảy thành sông, đánh qua giằng lại giữa quân Nam và quân Bắc, không phải đối đầu với viện binh...
Tuy nhiên, xét về mặt chính trị, cơ đồ trong tay họ Khúc lại có phần khó hơn. Việt Nam sau hơn 1000 năm Bắc thuộc giống như người bệnh ốm dài ngày, không thể vùng đứng dậy ra nắng gió. Mặt khác, qua hơn 1000 năm - chứ không phải vài trăm năm như trước đây -vì ảnh hưởng của chính sách đồng hóa của phương bắc, tư tưởng là "công dân Trung Quốc" đã ăn sâu vào đa số người Việt. Do đó, việc khơi dậy tinh thần "độc lập, tự chủ" của người Việt không thể thực hiện trong một vài năm có thể thành công. Vì thế, chính sách dưỡng sức dân bên trong, hòa hoãn với bên ngoài là cần thiết để tạo điều kiện cho các thế hệ sau đứng vững thành một cõi độc lập.
Chính sách thân Hậu Lương, gây hấn Nam Hán của Khúc Thừa Mỹ giống như hy vọng nước xa có thể cứu lửa gần, do đó bị thất bại.

## Danh sách lãnh đạo
Nhà Khúc làm chủ Tĩnh Hải quân được 3 đời, tổng cộng được 16 hoặc 23 năm, tuỳ theo các nguồn sử liệu.
| Tên thường gọi | Tên húy      | Năm sinh - Năm mất | Thời gian cai trị |
| -------------- | ------------ | ------------------ | ----------------- |
| Tiên Chủ       | Khúc Thừa Dụ | 830 - 907          | 905 - 907         |
| Trung Chủ      | Khúc Hạo     | 860 - 917          | 907 - 917         |
| Hậu Chủ        | Khúc Thừa Mỹ | ? - 931            | 917 - 923/930     |

## Thế phả
|                                        |  |  |  |  |  |  |  |
| Tiên Chủ Khúc Thừa Dụ 830-905-907      |  |  |  |  |  |  |  |
|                                        |  |  |  |  |  |  |  |
| Trung Chủ Khúc Hạo 860-907-917         |  |  |  |  |  |  |  |
|                                        |  |  |  |  |  |  |  |
| Hậu Chủ Khúc Thừa Mỹ ?-917-923/930-931 |  |  |  |  |  |  |  |